# Masueco
Masueco egy község Spanyolországban, Salamanca tartományban. Masueco Pereña de la Ribera, La Peña, Cabeza del Caballo, La Zarza de Pumareda, Aldeadávila de la Ribera és Mogadouro községekkel határos. Lakosainak száma 251 fő (2024).

## Népesség
A település népessége az elmúlt években az alábbi módon változott:
| Lakosok száma | 463  | 426  | 387  | 379  | 390  | 336  | 304  | 272  | 264  | 251  |
|               | 2001 | 2004 | 2007 | 2009 | 2012 | 2014 | 2017 | 2019 | 2022 | 2024 |